# 유방비대증
유방비대증(영어: breast hypertrophy, macromastia), 또는 유방거대증(영어: gigantomastia), 대유방증, 큰젖가슴증, 큰유방증은 유방 결합 조직의 드문 질병이다. 유방 하나의 무게가 몸무게 전체의 약 3%를 초과할 때 나타난다. 초과 유방 조직의 정의는 다양한데, 최소 0.6kg에서부터 최대 2.5kg에 이른다. 대부분의 의료진들은 1.5kg을 넘어서면 유방비대로 본다. 일부 자료에 따르면 유방비대증을 2.5 kg 미만으로 유방거대증은 2.5kg 이상으로 구별한다. 1648년에 과학적으로 최초로 기술되었다.

## 설명 및 유형

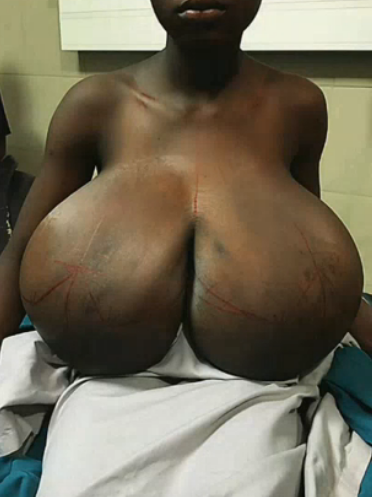
유방비대증에 걸린 사람의 모습

유방비대증에 걸렸을 경우 전체 체중의 약 3%를 초과하는 과도한 유방 중량이 나타난다. 과도한 유방 조직으로 간주되는 것, 즉 예상되는 유방 조직과 특별한 유방 조직에 대한 다양한 정의가 있으며, 최소 0.6kg에서 최대 2.5kg에 이르기까지 대부분의 의사들은 유방비대증을 1.5kg 이상의 과도한 조직으로 정의한다. 일부 자료는 과도한 조직이 2.5kg 미만인 유방비대증과 과도한 조직이 2.5kg 이상인 유방거대증으로 구분한다. 비대는 근육의 불편함과 피부 외피의 과도한 신축을 유발하여 경우에 따라 궤양을 유발할 수 있다.
유방비대증은 유방에 동일하게 영향을 미칠 수 있지만 일반적으로 한쪽 유방이 다른 쪽 유방보다 더 많이 영향을 미치므로 한쪽 유방이 다른 쪽 유방보다 크면 비대칭이 발생한다. 이 상태는 전체 유방 대신 또는 유방 전체에 추가로 유두와 유륜에 개별적으로 영향을 미칠 수도 있다. 이럴 경우 매우 큰 유방 비대칭에 대한 작은 크기 변화를 일으킬 수 있다. 유방비대증은 뚜렷한 원인 없이 사춘기(부정맥 비대증), 임신성(임신부 대증유), 페니실라민 치료와 관련된 것, 그리고 극도의 비만과 관련된 것 등 다섯 가지 중 하나로 분류된다. 유방비대증과 유방거대증에 대한 많은 정의는 "과도한 유방 조직"이라는 용어에 기초하고 있으므로 다소 임의적이다.
2008년 기준으로 총 115건의 유방거대증 사례가 문헌에 보고되었다.

### 처녀성 유방비대증(VBH)
사춘기 동안 젊은 여성에게 유방거대증이 발생하는 경우, 의학적 상태는 청소년 유방비대증 또는 청소년 유방거대증으로 알려져 있으며 때로는 처녀성 유방비대증 또는 발육기 유방비대증으로 알려져 있다. 과도한 유방 크기와 함께 다른 증상으로는 붉어지고 가려운 병변과 유방 통증이 있다. 일반적으로 첫 번째 월경 주기가 끝난 직후 청소년의 유방이 빠르게 성장하고 체중이 엄청나게 증가할 때 진단이 내려진다. 일부 의사들은 초경이 시작되기 전에 유방의 급격한 발달이 일어난다고 주장한다.
처녀성 유방비대증을 가진 일부 여성은 수년간 유방 성장이 안정적으로 진행되고, 그 후 유방이 정상 성장을 초과하여 빠르게 성장한다. 일부 청소년기 여성은 짧은 시간에 유방이 갑자기 매우 빠르게 성장할 때까지 유방 성장이 미미하거나 무시할 수 있는 정도의 유방 성장을 경험한다. 이로 인해 상당한 신체적 불편감이 발생할 수 있다. VBH를 가진 여성의 경우에도 유두의 과도한 성장을 경험하는 경우가 많다. VBH가 심한 경우 음핵비대가 발생한다.
사춘기가 시작될 때 유방 발달을 거의 경험하지 않거나 전혀 경험하지 않은 일부 여성은 며칠 안에 3개 이상의 컵 크기에 도달할 수 있다고 한다(아래 참조).
1992년 기준으로 70건의 처녀성 유방비대증이 보고되었다.

### 임신성 유방비대증
이와 동일한 효과는 임신 초기나 임신 16~20주 사이에도 나타날 수 있다. 출산 후 결합 조직이 부어오르면 장기간 모유 공급에 부정적인 영향을 미칠 수 있다. 이후 임신이 진행될 때마다 붓기가 증가한다.
유방의 급격한 성장으로 인해 극심한 열이 발생할 수 있다. 여성의 유방은 열이 나고, 붉어지고, 가렵고, 심지어 피부가 벗겨지는 등 극심한 불편함을 유발할 수 있다. 붓기는 젖 공급을 억제하고 유관을 막고 유선염을 유발할 수 있다.
임신성 유방거대증은 임신 28,000~100,000건 중 1건으로 추정된다.
임신성 유방비대증이 있는 여성의 유방 크기는 일반적으로 임신 및 모유 수유 중단 후 대략 임신 전 크기 또는 그 근처로 되돌아간다. 그러나 항상 그런 것은 아니며 일부에서는 유방 크기가 부분적으로만 줄어들어 유방축소술이 필요할 수도 있다.

### 다른 종류의 유방비대증
유방비대증의 경우 사춘기나 임신과 관련이 없는 경우는 15%에 불과하다. 유방비대의 다른 유형 및 원인에는 특발성, 약물 유발성(예: 페니실라민, 시클로스포린, 부실라민), 자가면역 관련성, 신생물 및 증후군이 포함된다. 유아에서 사춘기 전 유방비대에 대한 2건의 사례가 보고되었다.

## 같이 보기
- 여성형유방증